# Lutzville
Lutzville è una cittadina sudafricana situata nella municipalità distrettuale di West Coast nella provincia del Capo Occidentale.

## Geografia fisica
Il piccolo centro abitato sorge sulle rive del fiume Olifants a circa 265 chilometri a nord di Città del Capo.

## Storia
Lutzville venne fondata nell'agosto 1923 col nome di Vlermuisklip, venendo successivamente ribattezzata Lutzville in onore del suo fondatore, Johan J. Lutz.